# Felaniella candeana
Felaniella candeana is een tweekleppigensoort uit de familie van de Ungulinidae. De wetenschappelijke naam van de soort werd in 1853 voor het eerst geldig gepubliceerd door Alcide d’Orbigny.